# 坂本真琴
坂本真琴（1889年5月7日—1954年7月15日），生於日本靜岡縣田方郡三島町（今三島市），大正至昭和初年間的女權主義運動家，致力於推動婦女參政權。

## 生平
出身於一個基督教家庭，其父名為高田常三郎，坂本真琴為家中長女，其妹為高田敏子。其家庭原居於靜岡縣，後遷居神奈川縣橫濱。
1911年，與坂本勇吉結婚，同年，長女出生。
1919年，與友人成立新婦人協會，推動婦女參政權。